# Pierre Baudis
Pour les articles homonymes, voir Baudis.
Pierre Baudis, né le 11 mai 1916 à Decazeville (Aveyron) et mort le 5 janvier 1997 à Toulouse (Haute-Garonne), est un homme politique français, maire de Toulouse de 1971 à 1983.

## Biographie
Pierre Baudis est le père de Dominique Baudis (lui-même maire de Toulouse de 1983 à 2001, président du CSA de 2001 à 2007 et Défenseur des droits de 2011 à 2014). Il est également le père de Chantal Baudis.
Élu député de la Haute-Garonne en 1958 et réélu en 1962 , il siège dans le groupe du Centre démocratique (Indépendants et MRP). Il soutient la candidature de Jean Lecanuet lors de l'élection présidentielle de 1965.
En mars 1967, il est battu aux législatives par André Rousselet, proche collaborateur de François Mitterrand. Il retrouve son siège en juin 1968 et s'apparente au groupe des Républicains indépendants (les « Giscardiens »). Adjoint au maire de Toulouse Louis Bazerque depuis 1959, il est responsable de l'important secteur social de la ville. En mars 1971, il se présente contre ce même Louis Bazerque et est élu au second tour avec 58 % des voix. Il est conseiller général depuis 1961 et le reste jusqu'à son décès. Réélu député en mars 1973, il doit faire face en mars 1977 à une vive offensive des Socialistes conduits par Alain Savary. Il l'emporte dans deux des trois secteurs de la ville.
En mars 1978, il est battu aux législatives par le jeune socialiste Gérard Bapt. Il est député européen pour le mandat de 1979 à 1984.
En mars 1983, il cède la tête de liste à son fils Dominique qui est facilement élu à sa place.
Il est inhumé au cimetière de Salonique de Toulouse.

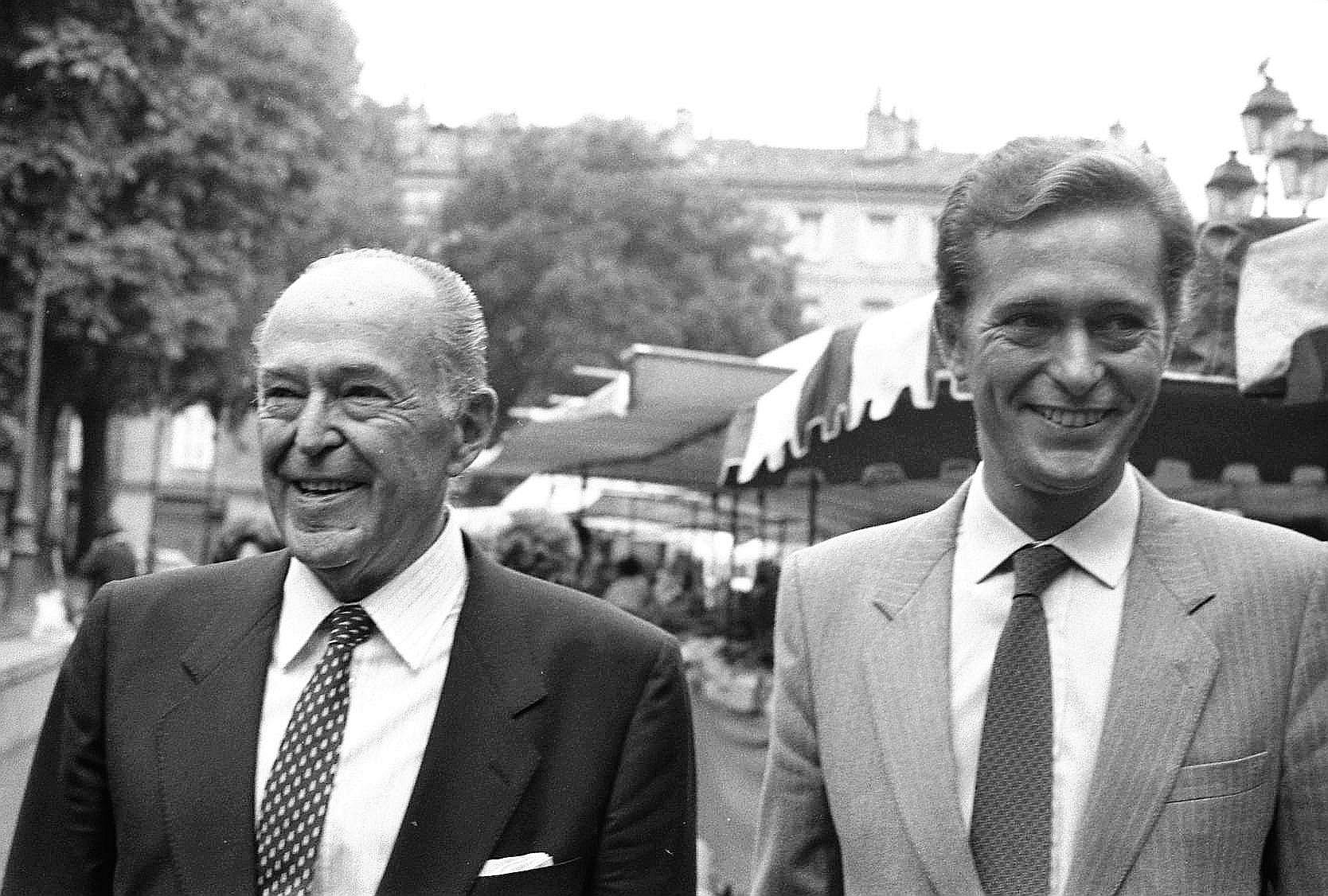
Pierre Baudis et son fils Dominique en 1982.

## Mandats
- Député de la Haute-Garonne : de 1958 à 1967, de 1968 à 1978
- Conseiller municipal et adjoint au maire (1959-1971)
- Conseiller général de la Haute-Garonne (1961-1997)
- Maire de Toulouse : de 1971 à 1983
- Conseiller régional de Midi-Pyrénées (1974-1984)
- Député au Parlement européen : de 1979 à 1984

## Hommages
À Toulouse, une rue et un centre des congrès portent son nom.